# 赖立坤
赖立坤（Lai Likun), 男，中国广西桂平木乐镇人，1972年出生，汉族，曾经营个体商铺。
2009年11月，身上只有130元人民币，也不懂外语的他，为了完成自己环游世界的梦想，骑上自行车，踏上了这条艰难的环保环球之路。
一路上他遇到过各种困难，曾经被狼追，被打劫，被困沙漠，签证受阻，孤独寒冷和饥饿时常相伴，但同时也受到了各地华人华侨，世界各国人民的帮助。他执着的精神，强烈的民族自豪感深深打动了他所遇到的每一个人。
在旅行的过程中，他坚持把所收到的为数不多的捐款节省下来一部分用于慈善事业，曾捐助孤儿院，敬老院，灾区灾民，贫困学生等，用自己的行动提倡“依赖万物，回报世界”的人生理念。
目前仍在旅行中。